# Uhlwiller
Uhlwiller település Franciaországban, Bas-Rhin megyében. Lakosainak száma 674 fő (2022. január 1.). Uhlwiller Dauendorf, Berstheim, Huttendorf, Ohlungen és Schweighouse-sur-Moder községekkel határos.

## Népesség
A település népessége az elmúlt években az alábbi módon változott:
| Lakosok száma | 702  | 706  | 712  | 688  | 679  | 677  | 684  | 682  | 674  |
|               | 2013 | 2015 | 2016 | 2017 | 2018 | 2019 | 2020 | 2021 | 2022 |